# Крейдянка (Куп'янський район)
Крейдя́нка —  село в Україні, у Вільхуватській сільській громаді Куп'янського району Харківської області. Населення становить 7 осіб. До 2020 орган місцевого самоврядування — Рубленська сільська рада.

## Географія
Село Крейдянка знаходиться за 1 км від кордону з Росією, за 2 км від села Рублене, поруч балка Плотв'янка. По селу протікає персихаючий струмок Плотва I на якому зроблено загату.

## Історія
1746 — дата заснування.
За переказами, жителів Крейдянки привезли на поселення з Воронезької або Курської губернії. Багато десятиліть розмовна мова жителів Крейдянки дуже відрізнялася від мови жителів сусідніх сіл.
12 червня 2020 року, відповідно до розпорядження Кабінету Міністрів України  № 725-р «Про визначення адміністративних центрів та затвердження територій територіальних громад Харківської області», увійшло до складу Вільхуватської сільської громади.
19 липня 2020 року, в результаті адміністративно - територіальної реформи та ліквідації Великобурлуцького району, село увійшло до складу Куп'янського району Харківської області.